# Wilfrid Algernon Ebsworth
Wilfrid Algernon Ebsworth, britanski general, * 1897, † 1978.